# Nutella
(slogan pubblicitario dal 1994)
Nutella è un marchio commerciale della Ferrero, ideato nel 1964. Il prodotto è una crema gianduia contenente zucchero, olio di palma, cacao, nocciole, latte, lecitina di soia e vanillina.
È la crema spalmabile più venduta al mondo, con una produzione di 365.000 tonnellate l'anno. È utilizzata soprattutto come accompagnamento per pane, biscotti, dolci e frutta, anche se negli anni sono state ideate ricette che ne suggeriscono l'uso anche in torte, pasticcini e crêpes.

## Storia

### Le origini
Nutella viene creata nel 1964 dall'industria dolciaria piemontese Ferrero di Alba (CN), a partire da una precedente crema denominata Pasta Giandujot e poi SuperCrema. Il nome deriva dal sostantivo inglese nut (noce, nocciola) e il suffisso italiano -ella che messi insieme creano un nome orecchiabile, e rappresenta di fatto la crema spalmabile più venduta al mondo, con una produzione di 365.000 tonnellate l'anno.
L'origine della Nutella è legata al cioccolato Gianduia che contiene pasta di nocciole. Il gianduia prese piede in Piemonte nel momento in cui le tasse eccessive sull'importazione dei semi di cacao cominciarono a scoraggiare la diffusione del cioccolato convenzionale. Pietro Ferrero possedeva una pasticceria ad Alba, nelle Langhe, area nota per la produzione di nocciole. Durante il secondo conflitto mondiale, a causa della mancanza di cacao destinato principalmente alle scorte belliche, Ferrero decise di sostituire il cacao con le nocciole e lo zucchero, e così inventò la "prima versione" del "Giandujiot". Nel 1946 vendette il primo lotto, costituito da 300 kg di Pasta Giandujot. Si trattava di una pasta di cioccolato e nocciole venduta in blocchi da taglio.
Nel 1951 nasceva invece la Supercrema, conserva vegetale venduta in grandi barattoli. Nel 1963 Michele Ferrero, figlio di Pietro, decise di rinnovare la Supercrema con l'intenzione di commercializzarla in tutta Europa. La composizione venne modificata, così come l'etichetta e il nome: la parola Nutella e il logo vennero registrati verso la fine dello stesso anno, restando immutati fino ad oggi.
Il primo vasetto di Nutella uscì dalla fabbrica di Alba il 20 aprile del 1964. Il prodotto ebbe successo istantaneo: nel 1965 uscì in Germania dove riscosse subito un enorme successo e l'anno successivo uscì in Francia.

### Ulteriori sviluppi
Fin dagli esordi, per il formato da 200 grammi Ferrero ha adottato contenitori in vetro da 250 ml riutilizzabili, come forma incentivante all'acquisto del prodotto. Una volta svuotato del suo contenuto, il contenitore può essere utilizzato come bicchiere. I vasetti furono presto caratterizzati da immagini multicolore. L'uso di serigrafie stilizzate con temi astratti o legati alla natura è durato sino al 1990, quando furono sostituite da immagini di personaggi dell'animazione, per poi ritornare sporadicamente. La scelta di merchandising del prodotto a base di immagini a fumetti è ancora attuale per il formato 200 g.
Nel 1969 ne fu tentata una variazione: la Crema Kinder vitaminizzata:
(Gigi Padovani, Nutella - un mito italiano)

### Anni recenti
Nutella è ancora estremamente popolare e viene spesso citata in romanzi, canzoni e opere cinematografiche. Il 14 maggio 2014 in Italia è stato emesso un francobollo ordinario per il 50º anniversario della sua realizzazione, della serie "le Eccellenze del sistema produttivo ed economico". Nel 2021 la Zecca di Stato le ha dedicato tre monete da 5 €.
Nel febbraio 2007 una blogger statunitense istituisce il World Nutella Day: da allora si celebra ogni anno il 5 febbraio, riunendo tutta la comunità di appassionati della crema italiana.
Nel giugno del 2010 il Parlamento europeo ha approvato una normativa in base alla quale tutti gli alimenti contenenti molti grassi e zuccheri devono inserire nella loro etichetta l'avviso del «miglior profilo nutrizionale». L'iniziativa, volta a combattere l'obesità offrendo più informazione ai consumatori, è stata criticata dal vicepresidente della Ferrero SpA Francesco Paolo Fulci, che ha creato il comitato «Giù le mani dalla Nutella», sostenuto dalla regione Piemonte e dall'ex ministro per le Politiche europee Andrea Ronchi, che ha invitato l'Unione europea a non cadere nel «fondamentalismo nutrizionista».
La Nutella funge da ingrediente dei Nutella Biscuits, frollini al cacao lanciati dalla Ferrero nel 2019 dapprima nel mercato francese e poi in altri Paesi.
Il 5 febbraio 2021, in occasione del World Nutella Day, per omaggiare il 75º anniversario dalla fondazione della Ferrero, il Ministero dell'economia e delle finanze ha fatto emettere una moneta d'argento, coniata dall'Istituto Poligrafico e Zecca dello Stato, dedicata alla Nutella ed alla Ferrero, all'interno della serie "Eccellenze italiane", con un valore nominale di 5 euro. Sul retro vi è rappresentato il classico barattolo della crema spalmabile e sul fronte la facciata della sede storica della Ferrero ad Alba.
Nel settembre 2024 ha inizio la commercializzazione della Nutella Plant-Based, una variante vegana, certificata dalla Vegetarian Society , dove il latte viene sostituito da farine e olii di ceci, riso e soia. 

## Impatto culturale

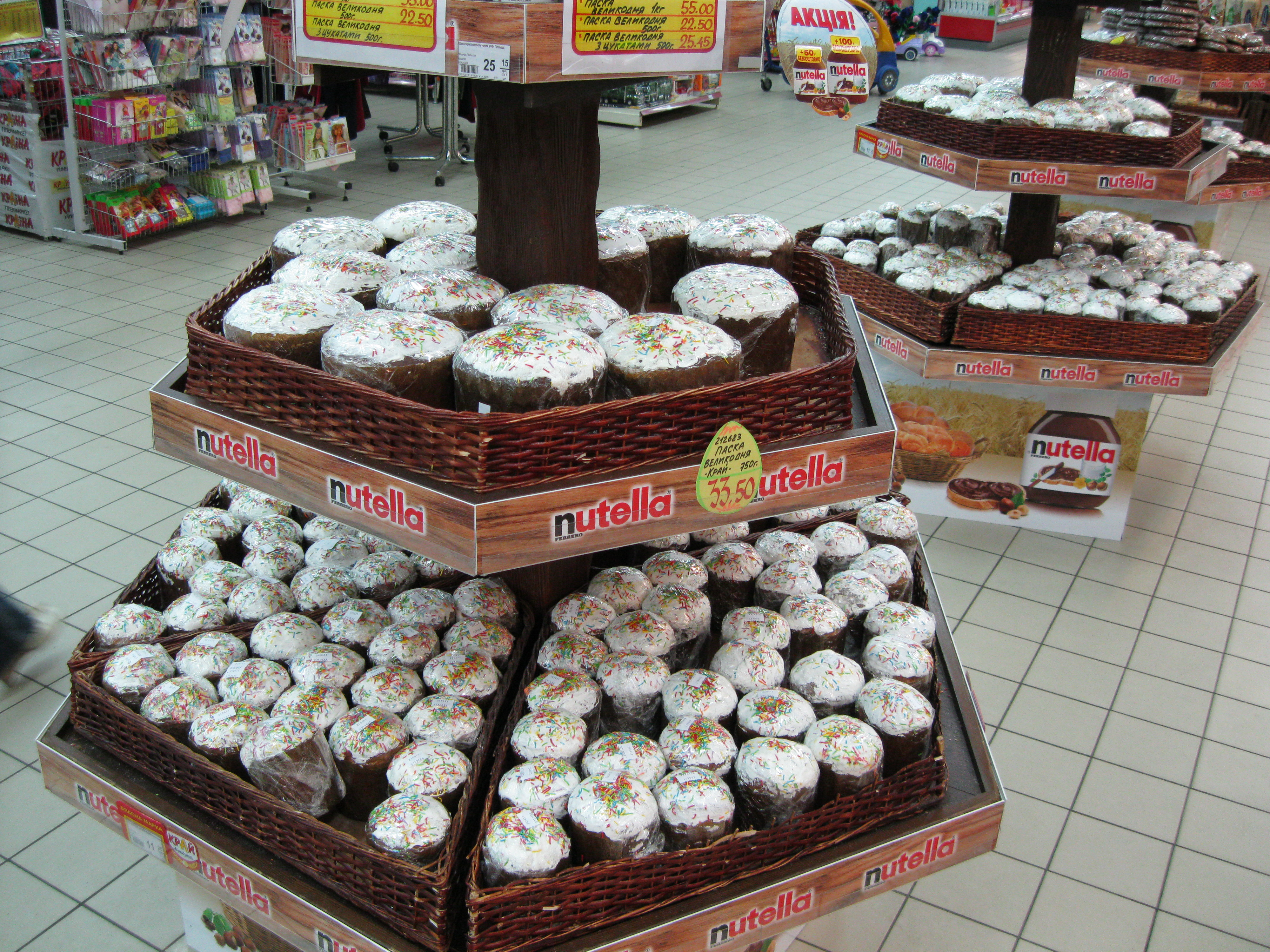
Pane di Pasqua alla Nutella venduto in Ucraina

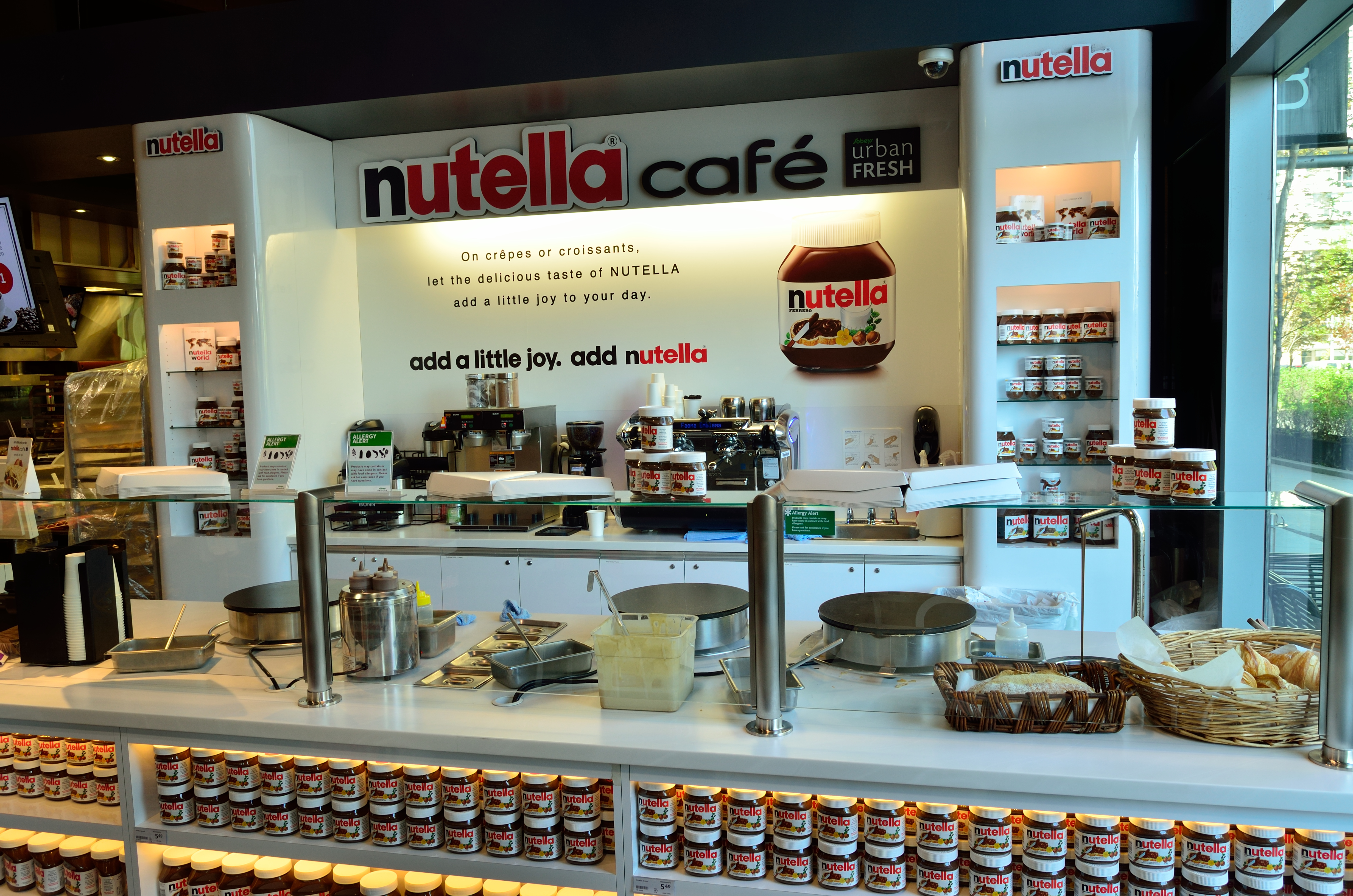
Nutella Cafe in Canada

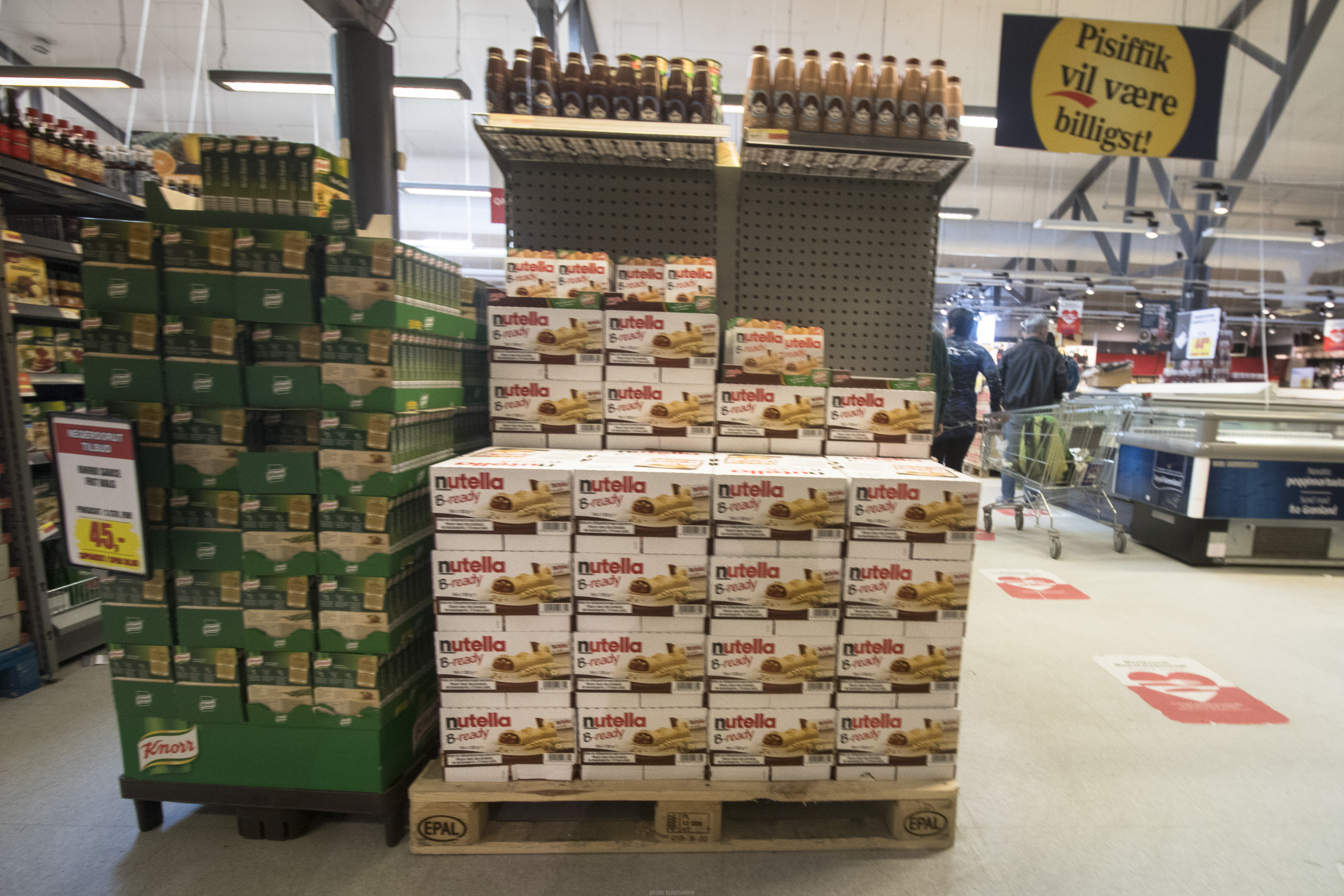
Nutella B-Ready in Ilulissat (Groenlandia)

Nutella è la crema spalmabile più diffusa al mondo. L'Ocse l'ha definita un prodotto esemplare nell'economia di globalizzazione: le 9 fabbriche sono distribuite in tutti i continenti e gli ingredienti utilizzati provengono da diverse parti del mondo.
La crema è comparsa anche in pellicole cinematografiche: celebre la scena del film Bianca di Nanni Moretti, nella quale il protagonista Michele Apicella, alter ego del regista-attore, affoga l'ansia attingendo in piena notte a un enorme barattolo di Nutella.
Il nome Nutella appartiene al linguaggio quotidiano ed è stato oggetto di studi sociologici. Su di essa sono addirittura stati scritti saggi riferiti al costume italiano (ad esempio Nutella un mito italiano del giornalista Gigi Padovani, edito da Rizzoli nel 2004), libri di ricette e svariate relazioni accademiche che indagano sulle motivazioni dell'apprezzamento di un prodotto trasversale a più generazioni.
Nutella Nutellæ è il titolo di un libro umoristico di Riccardo Cassini del 1995, dove parti di opere celebri sono riviste nel segno della Nutella.

Numerosi i riferimenti anche nella canzone italiana: Giorgio Gaber usò il nome della crema nella canzone satirica Destra-Sinistra:
 I Negrita usarono nell'album XXX il nome della crema nella canzone Sex.
Ivan Graziani scrisse la canzone Lanutella di tua sorella, il cui testo è a metà strada tra l'elogio incondizionato della crema, con consigli per meglio gustarla, e una serie di metafore a sfondo sessuale che derivano dal comune binomio cibo-sesso. Il brano, cantato insieme a Renato Zero, fu incluso tra gli inediti dell'album dal vivo Fragili fiori (1996).

### I marchi concorrenti

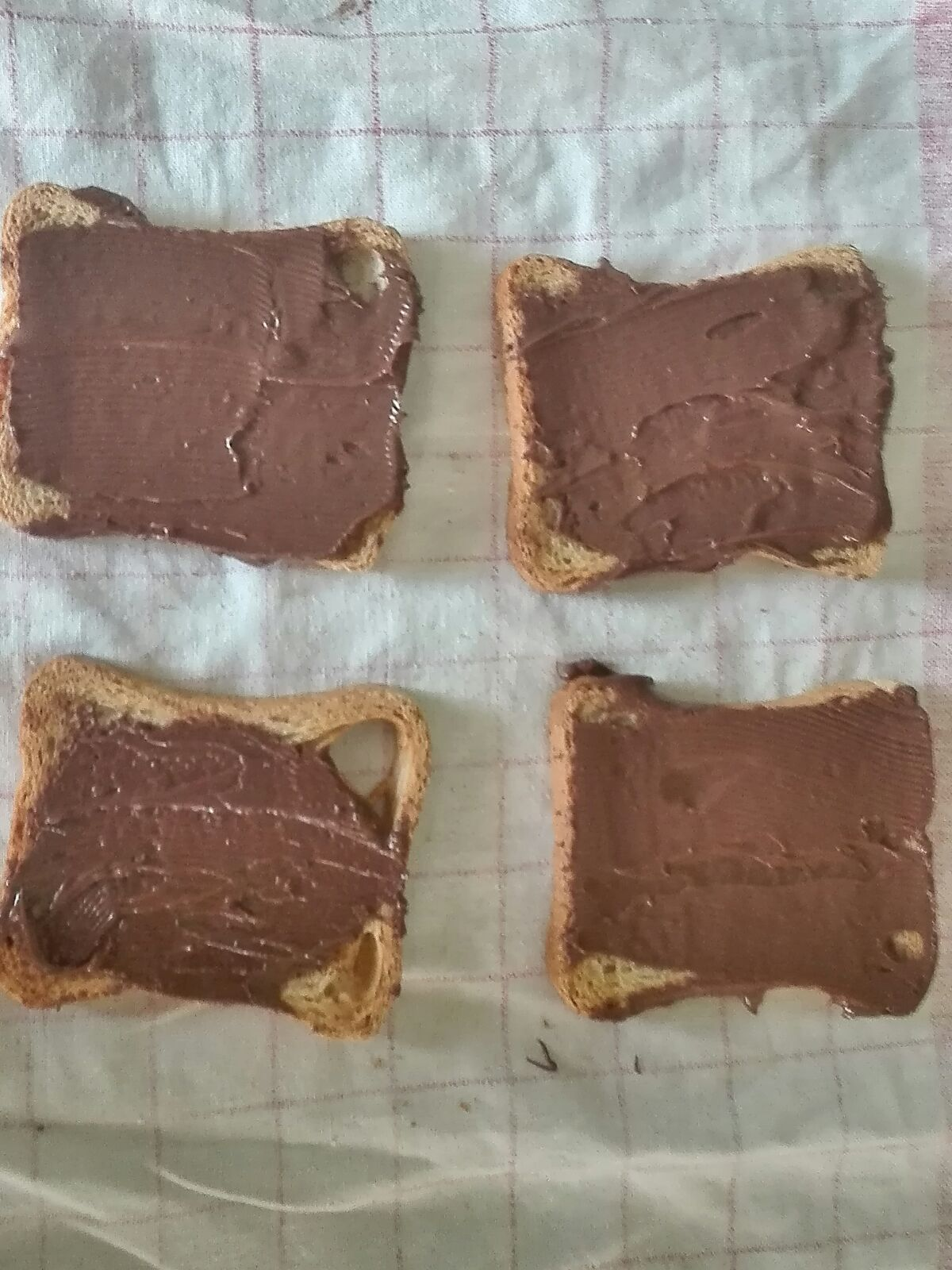
Nutella spalmata su delle fette biscottate

I produttori di crema cioccolato concorrenti sono numerosi, anche a livello internazionale. Sinora nella penisola italiana nessun concorrente è mai riuscito a imporre il proprio marchio come concreta alternativa a Nutella Ferrero, mentre "Nutella" è diventato nel mondo intero, per estensione, nome comune, più che sinonimo di crema gianduia.
In Italia, a partire dal decennio dal 1975 - 1985 furono messe in commercio molte creme gianduia e dunque simili alla Nutella, alcune delle quali tuttora in vendita. Tra queste:
- Ergo Spalma di Plasmon Linea Ragazzi;
- Ciao Crem di Star, allora la più grande industria alimentare italiana[17];
- Ciocovella della Wander;
- Cremita di Barzetti, industria dolciaria di Castiglione delle Stiviere;
- Nucrema di Motta;
- Nutkao dell'omonima società Nutkao;
- Crema Novi della Novi;
- Nocciolata della Rigoni di Asiago;
- Crema cuor di cacao di Venchi[18];
- Dolcecrema Cosimar, industria alimentare dolciaria, con sede a Foggia, che negli anni 70/80 produceva per il Centro-Sud;
- Crema Pan di Stelle di Mulino Bianco, dal 2019.

Nel mondo, prodotti simili con altri marchi godono di largo successo. Tra questi:
- Merenda in Grecia: il nome è stato preso proprio dall'originale italiano per indicare appunto uno spuntino della prima colazione;
- Nusspli in Germania: è un prodotto tedesco della ditta Zentis;
- Nudossi in Germania: è un prodotto tedesco, ancora venduto nella ex Germania dell'Est;
- La Mars produce una crema da spalmare bicolore marrone e bianca;
- Alpella In Turchia, prodotta dal colosso alimentare turco Ülker;
- In Australia la Sweet William, una crema spalmabile priva di latticini e nocciole;
- In Canada si trovano Choconutta, Hazella e una grande varietà di creme spalmabili alla nocciola con il marchio delle catene di distribuzione;
- In Nuova Caledonia è vietata l'importazione sia del prodotto italiano sia dei similari prodotti della Francia continentale in modo da proteggere un prodotto locale, il Biscochoc;
- In Serbia e nei paesi dell'ex-Jugoslavia si vende dal 1972 una crema bicolore simile alla Nutella, chiamata Eurocrem e prodotta a Gornji Milanovac, 120 chilometri a sud di Belgrado. L'importazione della Nutella in questi territori, un tempo osteggiata per ragioni politiche, è diventata di prassi dopo la fine delle guerre jugoslave;
- In Spagna e Portogallo l'alternativa più popolare alla Nutella è la crema spalmabile Nocilla.

### Colonne sonore delle campagne pubblicitarie
Ad ottobre 2010 usò la canzone Go Do di Jónsi. Per tre anni e due mesi, da febbraio 2015 ad aprile 2018 usò I Want You Back dei Jackson 5; a gennaio e a febbraio del 2017 usò Come te non c'è nessuno di Rita Pavone. A febbraio 2019 per il Festival di Sanremo fece una campagna pubblicitaria con scritto "La vita è bella" con una cover di Lo Stato Sociale della canzone E la vita, la vita di Cochi e Renato. Nel 2018 e nel 2019 usò Run dei Tiggs Da Author; ha utilizzato anche un'altra canzone per un'altra campagna pubblicitaria e una campagna di Natale con jingle realizzato appositamente per lo spot. Dal 2022 viene utilizzata la canzone Upside Down di Diana Ross. Il brano "can't stop the feeling" pubblicato dal cantautore statunitense Justin Timberlake, il 6 maggio 2016, estratto dalla colonna sonora del film Trolls, è l'ultimo "jingle" per la pubblicità della Nutella.

## Ingredienti
La composizione degli ingredienti e la loro incidenza sul peso totale del prodotto non è uguale per tutte le nazioni. Mentre lo zucchero e l'olio di palma costituiscono stabilmente oltre il 50% del prodotto, nel mondo anglosassone la Nutella contiene prodotti a base di soia. Nell'ambito della legge italiana, la Nutella non potrebbe essere etichettata come "crema al cioccolato", poiché non contiene la quantità minima di cacao richiesta.
Di seguito si riporta la composizione:
- Zucchero
- Olio di palma
- Nocciole (13%)
- Latte scremato in polvere (8,7%)
- Cacao magro (7,4%)
- Lecitine (soia)
- Vanillina

## Nutella e i bambini del mondo
Nutella e i bambini del mondo è una storica campagna pubblicitaria costituita da 12 foto rappresentanti bambini di altrettanti paesi diversi, pubblicata dal 1979 al 1984 su Topolino e Il giornalino. La frase "Nutella è buona" è riportata nelle lingue dei bambini, di seguito elencate:
1. Dalla fredda Alaska Yuky dice: ᓇᑎᓚ ᒪᒪᕐᒃᑐᕐᒃ
2. Dall'India misteriosa Gaytry dice: Nutella നല്ലതാണ്
3. Dallo sconfinato Canada Naomy dice: Nutella knachwa
4. Dall'immensa Russia Ivan dice: Нутэлла-это вкусно
5. Dalla bella Svezia Ingrid dice: Nutella ãr god
6. Dalla verde Scozia Steve dice: Nutella is verrry guid
7. Dalla grande Cina Hwang dice: Nutella 真係好食
8. Dalla fiorita Austria Herbert dice: Nutella ist guat
9. Dalla vivace America Jimmy dice: Nutella is great
10. Dalla vecchia Inghilterra Lawrence dice: Nutella is smashing!
11. Dal magico Perù Juanito dice: Nutella es sabrosa
12. Dalla suggestiva Arabia Ibrahim dice: نوتلا ھي لذيذة

## Controversie

### Cambio della composizione della ricetta
Diverse sono le accuse che nel tempo sono state mosse all'azienda Ferrero, alle volte quasi leggende mentre altre volte confermate dall'azienda stessa, circa la composizione della ricetta della crema, in particolare riguardo a presunti cambi di ingredienti o della miscela tra di essi al fine di poter ottenere una riduzione dei costi di produzione.
Bisogna tenere conto che la tradizionale ricetta del gianduia era una miscela contenente all'incirca il 71,5% di crema alla nocciola e il 19,5% di cioccolato, mentre la Nutella sin dal suo esordio differisce di molto dalla tradizionale ricetta, con svariate accuse non dimostrate che a partire dagli anni '90 essa sarebbe stata ulteriormente modificata, allontanandosi sempre più dal significato del termine "crema alla nocciola".
A fine 2017 l'azienda modificò leggermente la ricetta, aumentando la percentuale di zucchero e di latte in polvere, il tutto senza avvertire i consumatori. Poiché fu notato anche un leggero schiarimento del colore della crema stessa, diversi enti come l'Hamburg Consumer Protection Center hanno ipotizzato che anche la quantità di cacao fosse stata abbassata. Questa vicenda provocò una rivolta dei fan della crema piemontese. In Francia la risposta dei consumatori fu talmente adirata che la filiale locale dovette emettere un comunicato per rassicurare che in Francia non sarebbe cambiato nulla.

La classificazione Nutri-score per la Nutella è E.

### La classificazione Nutri-score
Il sistema Nutri-score francese è candidato a diventare il sistema europeo per l'informazione sulla sostenibilità dei cibi, ha assegnato una valutazione E alla Nutella. Ciò ha sollevato polemiche in Italia su tale sistema, anche per altre classificazioni (come l'olio di oliva), in quanto non terrebbe conto dell'uso del prodotto nello specifico.

### La questione dell'olio di palma

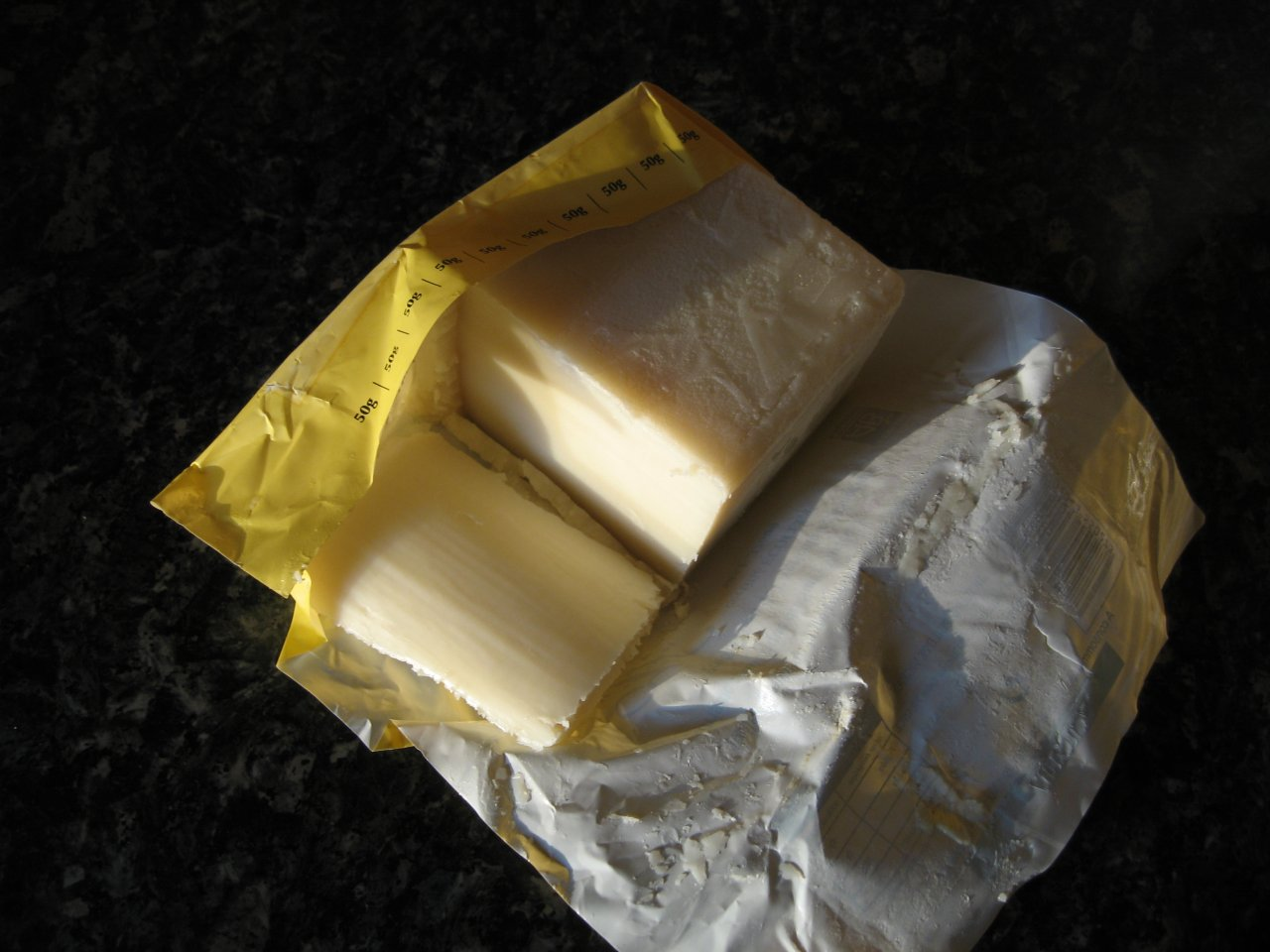
Olio di palma in panetti

In seguito alla campagna di Greenpeace Italia Nutella salva la foresta e alla raccolta di 10 000 firme, Ferrero ha aderito alla moratoria sull'espansione delle coltivazioni di palma da olio che distruggono le ultime foreste del Sud est asiatico.
In una lettera inviata a Greenpeace il 10 luglio del 2008 Ferrero ha dichiarato di essere pronta a muoversi per raggiungere in un lasso di tempo ragionevole i seguenti obiettivi:
- Moratoria su ulteriori deforestazioni dovute alla produzione di olio di palma;
- Sviluppo di sistemi credibili di tracciabilità e di certificazione di quest'ultimo.

## Prodotti contenenti Nutella

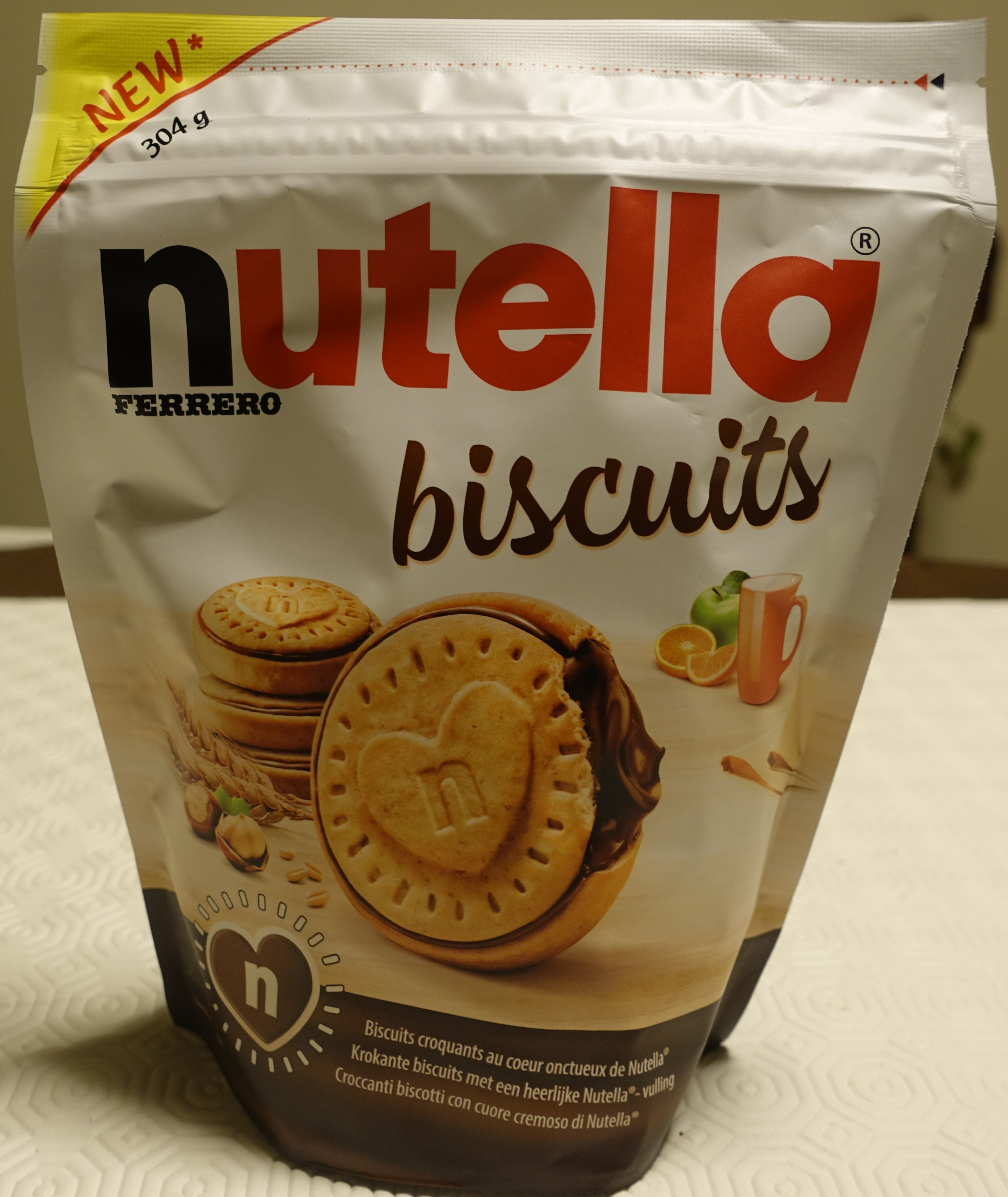
Nutella Biscuits

L'azienda Ferrero commercializza diversi snack contenenti Nutella:
- Nutella B-Ready: un wafer con la forma di una piccola baguette (il nome richiama la parola inglese bread, pane) farcita di Nutella;
- Nutella & go: contiene grissini salati (oppure bastoncini bretzel) da immergere nella Nutella;
  - Nutella Snack & Drink: identico al precedente, con l'aggiunta di una sezione che contiene EstaThe;
- Nutella Break: barretta composta tre sottili strati di cialda con una farcitura di Nutella e grano soffiato, infine ricoperta di cioccolato (non venduta in Italia);
  - Nutella MiniBrunch: simile al Nutella Break, ma non ricoperto, in quattro varianti (frutta secca, cereali, bacche o semi) - venduta in Francia tra il 2011 e 2012;
- Nutella Biscuits: biscotti frollini caratterizzati da una base di pasta frolla con piccoli bordi, riempita di Nutella, e un coperchio di biscotto; il prodotto, dopo 10 anni di ricerca e sviluppo e una fase di sperimentazione con esito favorevole nei supermercati di Germania e Lussemburgo nel 2018,[34] è stato lanciato nell'aprile 2019 sul mercato francese[35] e il 4 novembre dello stesso anno su quello italiano,[36] dove, durante il primo mese di commercializzazione, ne sono state vendute 4 200 000 confezioni.[37]
- Nutella Croissant: cornetti farciti con Nutella, surgelati. In commercio in Italia dal 2024.
- Nutella Ice-cream:  barattolo contenente uno strato al cioccolato al latte con all'interno crema gelato al gusto nocciole. La novità entra nell'industria dolciaria nel 2024.